# كاسانو فالكوفيا
كاسانو فالكوفيا هي كومونا في مقاطعة فاريزي في إيطالية منطقة لومباردي، وتقع على بعد حوالي 60 كيلومتر (37 ميل) شمال غرب ميلان و حولي 14 كيلومتر (9 ميل) شمال غرب فاريزي.
تحد كاسانو فالكوفيا البلدات التالية: كوفيجليو, دونو, فيريرا دي فاريزي, جرانتولا, ميسينزانا, رانسيو فالكوفيا. وعاش تينور ألدو بيرتوتشي في المدينة من عام 1974م حتى وفاته في عام 2004.